# Veronica Campbell-Brown
Veronica Campbell-Brown, née le 15 mai 1982 à Trelawny, est une athlète jamaïquaine pratiquant le sprint. Elle est triple championne olympique, auteure d'un doublé sur 200 m (en 2004 à Athènes où elle gagne aussi le 4 x100 m, et en 2008 à Pékin) et championne du monde du 100 m en 2007 à Osaka et du 200 m en 2011 à Daegu. Son record personnel sur 100 m est de 10 s 76 et sur 200 m, 21 s 74. Elle est mariée avec Omar Brown depuis 2007.
Un contrôle positif à un produit prohibé le 4 mai 2013 lors du meeting Jamaica International Invitational à Kingston, entraîne sa suspension à titre provisoire,. Mais elle est innocentée l'année suivante par le Tribunal Arbitral du Sport, qui considère que les analyses d'urine de la Jamaïcaine n'avaient pas été faites correctement. Elle reprend sa carrière et, en 2015, à 33 ans, elle remporte encore deux médailles aux Championnats du monde, avant de gagner sa huitième médaille olympique à Rio en 2016, l'argent du relais 4 x 100 m avec la Jamaïque.

## Carrière sportive

### Une ascension irrésistible chez les juniors
Campbell étudie à l'université de l'Arkansas où elle excelle en sprint dans un programme normalement dominé par les coureurs sur longues distances.
Elle commence sa carrière en 1998 aux Championnats du monde junior à Annecy où elle est éliminée en prenant la 6e place de son quart de finale en 12 s 04.
Veronica Campbell progresse rapidement et remporte l'année suivante la finale du 100 m des Championnats du monde d'athlétisme jeunesse 1999 en 11 s 49 devançant sa compatriote Lisa Sharpe et la Française Adrianna Lamalle. Elle gagne également la médaille d'or sur le relais 4 × 100 m avec notamment Melaine Walker en 44 s 30.
En 2000, elle réussit le doublé aux Championnats du monde junior d'athlétisme sur 100 et 200 m. Elle s'offre la médaille d'or sur 100 m en 11 s 12 et instaure un nouveau record des championnats. Sur 200 m, elle domine la course en 22 s 87, battant également le record des championnats. Aux côtés de Kerron Stewart entre autres, elle prend la 2e place du relais 4 × 100 m en 44 s 05, doublées par les Allemandes. Veronica Campbell est la seule athlète à avoir remporté le 100 m et le 200 m dans une même édition des championnats du monde junior d'athlétisme.
Elle rééditera cette performance (victoire sur 100 et 200m) lors des  Carifta Games en 2001 à Bridgetown.

### Premiers titres seniors

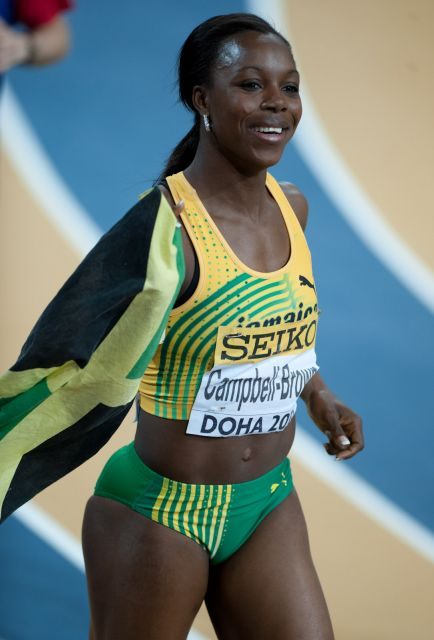
Veronica Campbell-Brown en 2010

Après ces trois médailles, elle est engagée dans le relais 4 × 100 m pour les jeux olympiques de Sydney. Veronica remporte la médaille d'argent avec Tayna Lawrence, Beverly McDonald et Merlene Ottey en 42 s 13, derrière l'équipe des Bahamas.
En 2002, elle gagne deux médailles d'argent lors des Jeux du Commenwealth. La première sur 100 m en 11 s 00, devancée par Debbie Ferguson, la seconde sur le relais 4 × 100 m en 42 s 73, doublée encore une fois par les bahaméennes.
Absente des pistes outdoor pour la saison 2003, elle signe tout de même 22 s 63 sur 200 m à Fayetteville en indoor, et également 7 s 09 sur 60 m à Norman.

### L'or aux Jeux d'Athènes en 2004 et l'argent aux mondiaux d'Helsinki en 2005
Cependant, l'année suivante, elle sera au premier plan du sprint mondial. En effet, aux Jeux olympiques d'été de 2004, elle se classe troisième du 100 m derrière Yulia Nesterenko et Lauryn Williams, en descendant sous les 11 secondes, 10 s 97 précisément. Puis, deux jours plus tard, elle devient championne olympique du 200 m devant l'Américaine Allyson Felix en 22 s 05. Enfin, elle remporte un nouveau titre olympique avec le relais 4 × 100 m composé de Tayna Lawrence, de Sherone Simpson, d'Aleen Bailey et d'elle-même. Elle n'avait pas pris part à la demi-finale, remplacée par Beverly McDonald. Ainsi, lors de la finale les jamaïcaines bouclent leur tour de piste en 41 s 73, devançant les Russes et les Françaises.
L'année 2004 révèlera Veronica Campbell au grand public grâce à ses trois médailles lors des JO dont deux en or. Elle confirmera son statut lors de la Finale mondiale de l'athlétisme 2004 en emportant à la fois le 100 et le 200 m. Signant son meilleur chrono sur 100 m de la saison en 10 s 91, elle double sa compatriote Aleen Bailey et l'Américaine Lauryn Williams. Elle s'impose sur 200 m en 22 s 64, devant Debbie Ferguson
En août 2005, elle participe aux Championnats du monde d'Helsinki. Veronica remporte la médaille d'argent sur 100 m en 10 s 95 à 2 centièmes du titre mondial qui est remporté par l'américaine Lauryn Williams. Sur 200 m, elle termine 4e, au pied du podium en 22 s 38, laissant la victoire à Allyson Felix. Elle rate sa finale en parcourant quinze mètres dans le couloir voisin à la sortie du virage et passe donc à côté de sa course. Elle devient cependant vice-championne du monde en relais 4 × 100 m (avec Danielle Browning, Aleen Bailey et Sherone Simpson) en 41 s 99, battue par les Américaines. Elle prend sa revanche lors de la Finale mondiale de l'athlétisme 2005, emportant le 100 m en 10 s 92 devant la Française Christine Arron et Lauryn Williams et finit 2e du 200 m en 22 s 37, derrière Allyson Felix. Par ailleurs, le 19 août 2005, elle bat son record personnel sur 100 m en 10 s 85 au meeting de Zurich.

### Titre mondial sur 100 m en 2007 et olympique sur 200 m en 2008

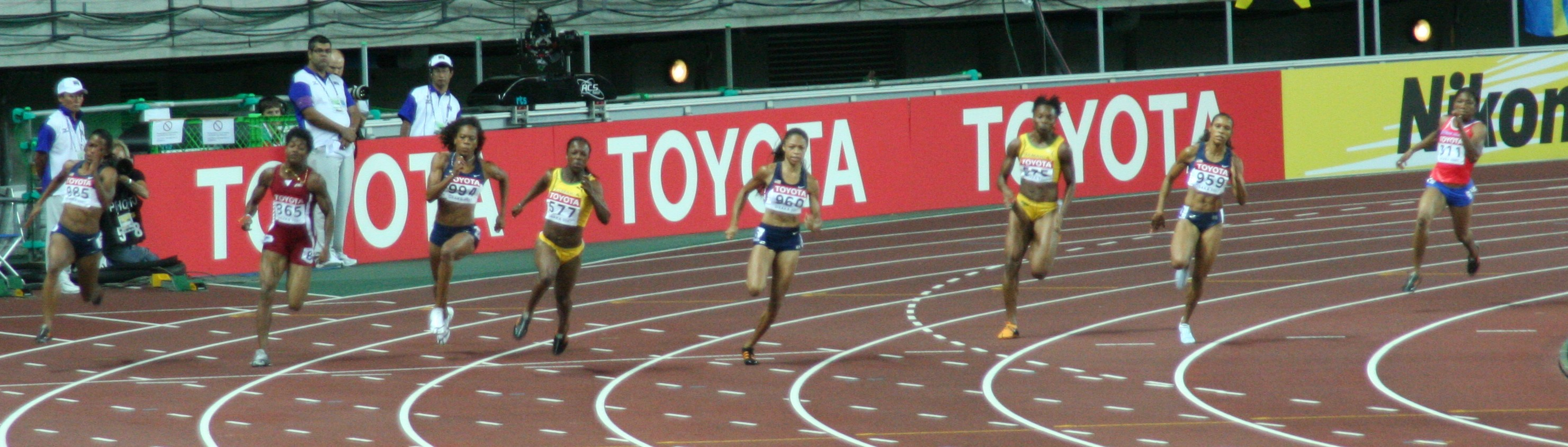
Veronica Campbell-Brown (4e en partant de la gauche) en finale du 200 m des mondiaux d'Osaka 2007

En 2006, Campbell ne descend qu'une seule fois sous les 11 secondes : elle réalise 10 s 99 à Carson. Elle participe aux Jeux du Commonwealth de Melbourne où elle remporte la médaille d'argent du 200 m en 22 s 72 seulement. Elle est devancée par sa compatriote Sherone Simpson qui réalise 22 s 51. Elle décide par ailleurs de ne pas concourir avec le relais 4 x 100 m.

En 2007, elle s'aligne sur les trois épreuves de sprint lors des Championnats du monde d'Osaka : sur 100 m, elle remporte sa série (11 s 33), son quart de finale (11 s 08), sa demi-finale (10 s 99) puis remporte son premier titre mondial en gagnant la finale en 11 s 01. Elle devance aux millièmes l'Américaine Lauryn Williams et l'autre Américaine Carmelita Jeter qui réalise 11 s 02. Sur le 200 m, elle remporte sa série (22 s 87), son quart de finale (22 s 55), termine deuxième de sa demi-finale (22 s 44) derrière Allyson Felix puis devient à nouveau vice-championne du monde de la discipline une nouvelle fois battue par Allyson Felix qui réalise 21 s 81 tandis que Campbell signe 22 s 34. Enfin, sur le relais 4 × 100 m, l'équipe de Jamaïque s'incline face aux États-Unis.

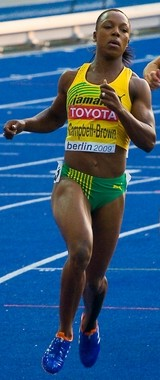
Lors des championnats du monde de Berlin en août 2009.

Le 28 juin 2008, lors des sélections jamaïcaines, elle ne termine que quatrième de la finale du 100m en 10 s 88, course remportée par Kerron Stewart. Elle n'est ainsi pas sélectionnée sur cette distance aux Jeux olympiques de Pékin. Le 21 août, elle remporte le titre olympique sur 200 m en 21 s 74, établissant, avec ce temps qui constitue son record personnel, la meilleure performance mondiale de l'année. Elle devance Allyson Felix et conserve donc son titre.

### 2009. Titre mondial du 200 m encore manqué
Le 17 août 2009, elle est présente en finale du 100 m lors des Championnats du monde de Berlin. Championne du monde en titre, elle finit au pied du podium, 4e en 10 s 95, derrière Shelly-Ann Fraser, Kerron Stewart et Carmelita Jeter. Le 21 août, Veronica termine 2e du 200 m en 22 s 35, derrière Allyson Felix. Elle gagne ainsi la médaille d'argent sur cette distance comme en 2007. Veronica Campbell a gagné l'or olympique à Athènes en 2004 puis à Pékin en 2008 avec Allyson Felix comme dauphine tandis que cette dernière est devenue championne du monde en 2005 puis a confirmé en 2007 et en 2009 avec Campbell comme dauphine sur les deux derniers.
Lors des Championnats du monde en salle à Doha en 2010, Veronica se qualifie pour la finale du 60 m en emportant sa série en 7 s 21 et sa demi-finale en 7 s 07. Opposée en finale à l'auteure de la meilleure performance de la saison, LaVerne Jones-Ferrette (6 s 97) et à l'américaine Carmelita Jeter, Veronica remporte la course en 7 s 00, battant ainsi son record personnel. Elle devient ainsi pour la première fois de sa carrière championne du monde sur 60 m.

### 2011. Premier titre mondial sur 200 m, l'argent sur 100 m et 4 x 100 m

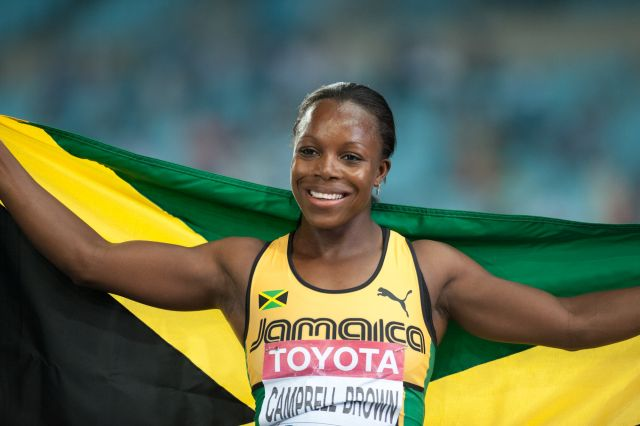
Veronica Campbell-Brown lors des Championnats du monde de Daegu, en 2011.

Veronica Campbell-Brown améliore son record personnel du 400 mètres en début de saison 2011 à Knoxville en 52 s 25. Le 31 mai, au Golden Spike Ostrava en République tchèque, elle améliore son record personnel sur 100 m signant à l'occasion la 8e meilleure performance féminine de tous les temps en 10 s 76. Lors des Championnats de Jamaïque, Veronica s'offre le doublé 100/200 m. Elle remporte ainsi le 100 m en 10 s 84 avant de s'imposer trois jours plus tard en 22 s 44 sur 200 m, devançant notamment Kerron Stewart. Campbell-Brown s'est dite « heureuse » et fera en sorte « d'être prête mentalement et physiquement pour Daegu » où elle tentera de glaner son premier titre mondial sur 200 m.
Elle se classe seconde du 100 mètres des Mondiaux de Daegu, dans le temps de 10 s 97 (-1,4 m/s), derrière l'Américaine Carmelita Jeter. Elle prend sa revanche en finale du 200 m où elle remporte son 1er titre planétaire en 22 s 22 devant Jeter (22 s 37). Avec le relais jamaïcain, Campbell-Brown glane une nouvelle médaille d'argent (41 s 70).

### 2012. Championne du monde en salle. Jeux olympiques de Londres
En mars 2012, Veronica Campbell-Brown conserve son titre mondial en salle du 60 m à l'occasion des Championnats du monde en salle d'Istanbul : en 7 s 01, elle établit la meilleure performance mondiale de l'année et échoue à seulement 1/100e de son record personnel réalisé deux ans plus tôt à Doha lors de ce même championnat. Elle devance sur le podium l'Ivoirienne Murielle Ahouré (7 s 04, NR) et l'Américaine Tianna Bartoletta (7 s 09). En mai suivant, elle remporte le Shanghai Golden Grand Prix en 22 s 50 (+ 2,8 m/s) puis le Golden Spike d'Ostrava sur 200 m avec un temps de 22 s 38. Sur 100 m, elle se classe 2de de la Doha Diamond League en 10 s 94 derrière Allyson Felix (10 s 92, MR).

Brillante aux Championnats nationaux, — championnat servant de qualification pour les Jeux olympiques de Londres —, la Jamaïcaine se qualifie ainsi pour les deux distances (100 m et 200m) ainsi que pour le relais 4 x 100 m. Lors de ces Jeux, le 4 août, elle remporte sa seconde médaille de bronze sur la distance reine (après Athènes en 2004) en 10 s 81 (SB), derrière Shelly-Ann Fraser-Pryce (10 s 70, PB) et Carmelita Jeter (10 s 78, SB). En revanche, la double-championne olympique du 200 m ne parvient pas à conquérir un 3e titre olympique du demi-tour de piste : en 22 s 38, elle échoue au pied du podium derrière Allyson Felix (21 s 88), Shelly-Ann Fraser-Pryce (22 s 09, PB) et Carmelita Jeter (22 s 14). Au sein du relai 4x100, elle devient vice-championne olympique (41 s 41, NR) derrière l'Équipe des États-Unis (40 s 82, record du monde).

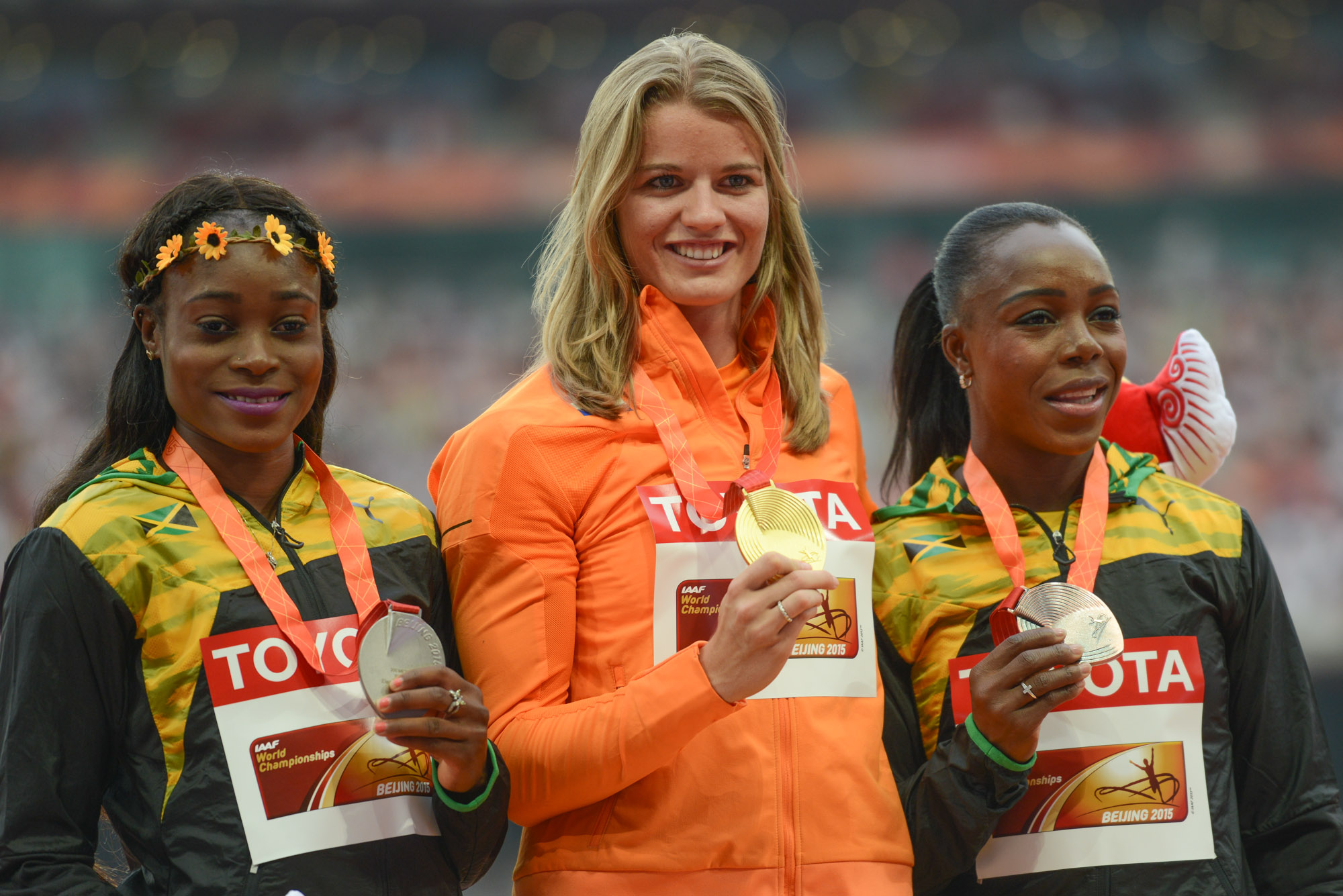
s
Veronica Campbell-Brown sur le podium des Championnats du monde de Pékin en 2015.

### 2013. Suspension pour prise de produit masquant
Mais, le 4 mai 2013, un coup d'arrêt survient dans la carrière de Veronica Campbell-Brown : lors du meeting Jamaica International Invitational à Kingston, elle est contrôlée positive au Lasix, un diurétique (produit qui accélère l’évacuation des urines). Le Lasix est considéré comme un « produit masquant »... d'(éventuelles) substances dopantes et il est interdit au même titre que ces dernières. Le 3 juillet 2013, faisant l'objet d'une procédure disciplinaire, elle est suspendue jusqu’à la fin de la saison par la Fédération jamaïcaine, qui ne prononce pas le mot « dopage » à l'encontre de sa championne mais lui adresse une « réprimande ». Dans un communiqué publié peu après, Campbell-Brown présente ses excuses à tous ceux qui ont été blessés par cette affaire, tout en indiquant qu'elle n'est « pas une tricheuse ».
Le 12 février 2014, sur recommandation de la commission antidopage de la Fédération Internationale d’Athlétisme, les instances jamaïcaines portent leur sanction à deux ans de suspension. Ce contrôle positif, qui fait suite à ceux d’Asafa Powell et de Sherone Simpson, tend à alimenter les soupçons qui se portent sur le sprint jamaïcain depuis plusieurs années. Mais, en toute confidentialité, Campbell-Brown saisit le Tribunal Arbitral du Sport, elle pointe des manquements aux règles de l'Agence mondiale antidopage qui ont « compromis l'intégrité de son échantillon urinaire » lors de son contrôle. Le 24 février 2014, l’avocat de Campbell-Brown annonce aux médias que les 3 arbitres chargés d’étudier sa réclamation lui donnent raison. Ils estiment que, de la sueur et de l’eau s’étant mélangées à ses urines, les résultats des analyses ont été faussés.

### 2014. Retour de suspension
De retour sur les pistes après sa suspension, Veronica Campbell-Brown participe aux Championnats du monde en salle de Sopot en Pologne mais ne parvient pas à décrocher un 3e titre mondial consécutif sur 60 m car elle ne se classe que 5e de la finale en 7 s 13. Sur 100 m, le 18 juillet, au  Meeting Herculis de Monaco elle se classe 2e en 10 s 96 derrière l'Américaine Tori Bowie (10 s 80).
Début août, pour la Troisième fois, elle prend part aux Jeux du Commonwealth de Glasgow, rendez-vous mondial anglophone. Sur 100 m, elle remporte la médaille d'argent (11 s 03) mais s'impose avec le relais 4 x 100 m en 41 s 83. Elle remporte la finale de la Ligue de diamant 2014 lors du Weltklasse Zurich en 11 s 04 sur 100 m, performance qui lui permet de remporter le trophée bien qu'elle n'ait gagné que 10 points.
En septembre, elle contribue à la victoire de l'équipe des Amériques lors de la Coupe continentale à Marrakech grâce à sa victoire sur 100 m (11 s 08) puis à nouveau au relais 4 x 100 m (42 s 44).

### 2015. Médaille de bronze sur 200 m aux mondiaux de Pékin
Lors de la finale du 200 m aux championnats du monde 2015 à Pékin, la sprinteuse de 33 ans prend la tête de la course après 100 m, mais termine finalement troisième en 21 s 97, ce qui est sa troisième meilleure performance sur 200 m, devancée par la Néerlandaise Dafne Schippers (21 s 63, WL CR AR) et Elaine Thompson (21 s 66, PB). La veille, Campbell-Brown avait échoué au pied du podium du 100 m (10 s 91). Avec le relais 4 x 100 m, VCB décroche un nouveau titre mondial (41 s 07, NR).
Le 6 mai 2016, sur 100 m, Campbell-Brown se classe 3e de la Doha Diamond League 2016 en 10 s 91. Le 18 mai suivant, la Jamaïcaine s'impose au World Challenge Beijing sur 200 m en 22 s 29. Elle s'octroie au passage le record du meeting qui était de 22 s 36 par Allyson Felix,.
Très régulière, la Jamaïcaine termine 2e derrière Murielle Ahouré (10 s 78) sur 100 m lors du meeting de Montverde en Floride en 10 s 83 (+ 1,6 m/s), son meilleur temps depuis 2012 (10 s 81), à seulement 7/100e de son record personnel (10 s 76 en 2011).
Veronica Campbell-Brown est présente aux Jeux olympiques de Rio où elle s'aligne sur 200 m et pour la 3e fois de sa carrière (après Helsinki en 2005 et Pékin en 2015), elle se trompe de couloir. Moins de réussite, elle ne passe pas le cap des séries (22 s 97), ce qui arrive pour la première fois de sa carrière en championnat international.

## Vie privée
Mariée au sprinteur Omar Brown, elle annonce le 8 janvier 2019 être enceinte de leur premier enfant.

## Palmarès
| Date | Compétition                    | Lieu              | Résultat | Épreuve   | Temps         |
| ---- | ------------------------------ | ----------------- | -------- | --------- | ------------- |
| 1999 | Championnats du monde jeunesse | Bydgoszcz         | 1re      | 100 m     | 11 s 49       |
| 2000 | Championnats du monde juniors  | Santiago du Chili | 1re      | 100 m     | 11 s 12       |
| 2000 | Championnats du monde juniors  | Santiago du Chili | 1re      | 200 m     | 22 s 87       |
| 2000 | Jeux olympiques                | Sydney            | 2e       | 4 × 100 m | 42 s 13       |
| 2002 | Jeux du Commonwealth           | Manchester        | 2e       | 100 m     | 11 s 00       |
| 2002 | Jeux du Commonwealth           | Manchester        | 2e       | 4 × 100 m | 42 s 73       |
| 2004 | Jeux olympiques                | Athènes           | 3e       | 100 m     | 10 s 97       |
| 2004 | Jeux olympiques                | Athènes           | 1re      | 200 m     | 22 s 05       |
| 2004 | Jeux olympiques                | Athènes           | 1re      | 4 × 100 m | 41 s 73       |
| 2004 | Finale mondiale                | Monaco            | 1re      | 100 m     | 10 s 91       |
| 2004 | Finale mondiale                | Monaco            | 1re      | 200 m     | 22 s 64       |
| 2005 | Championnats du monde          | Helsinki          | 2e       | 100 m     | 10 s 95       |
| 2005 | Championnats du monde          | Helsinki          | 4e       | 200 m     | 22 s 38       |
| 2005 | Championnats du monde          | Helsinki          | 2e       | 4 × 100 m | 41 s 99       |
| 2005 | Finale mondiale                | Monaco            | 1re      | 100 m     | 10 s 92       |
| 2005 | Finale mondiale                | Monaco            | 2e       | 200 m     | 22 s 37       |
| 2006 | Jeux du Commonwealth           | Melbourne         | 2e       | 200 m     | 22 s 72       |
| 2007 | Championnats du monde          | Osaka             | 1re      | 100 m     | 11 s 01       |
| 2007 | Championnats du monde          | Osaka             | 2e       | 200 m     | 22 s 34       |
| 2007 | Championnats du monde          | Osaka             | 2e       | 4 × 100 m | 42 s 01       |
| 2008 | Jeux olympiques                | Pékin             | 1re      | 200 m     | 21 s 74       |
| 2009 | Championnats du monde          | Berlin            | 4e       | 100 m     | 10 s 95       |
| 2009 | Championnats du monde          | Berlin            | 2e       | 200 m     | 22 s 35       |
| 2010 | Championnats du monde en salle | Doha              | 1re      | 60 m      | 7 s 00        |
| 2010 | Ligue de diamant               | Ligue de diamant  | 2e       | 100 m     | détails       |
| 2011 | Championnats du monde          | Daegu             | 2e       | 100 m     | 10 s 97       |
| 2011 | Championnats du monde          | Daegu             | 1re      | 200 m     | 22 s 22       |
| 2011 | Championnats du monde          | Daegu             | 2e       | 4 × 100 m | 41 s 70       |
| 2011 | Ligue de diamant               | Ligue de diamant  | 2e       | 100 m     | détails       |
| 2012 | Championnats du monde en salle | Istanbul          | 1re      | 60 m      | 7 s 01        |
| 2012 | Jeux olympiques                | Londres           | 3e       | 100 m     | 10 s 81       |
| 2012 | Jeux olympiques                | Londres           | 4e       | 200 m     | 22 s 38       |
| 2012 | Jeux olympiques                | Londres           | 2e       | 4 × 100 m | 41 s 41       |
| 2014 | Championnats du monde en salle | Sopot             | 5e       | 60 m      | 7 s 13        |
| 2014 | Jeux du Commonwealth           | Glasgow           | 2e       | 100 m     | 11 s 03       |
| 2014 | Jeux du Commonwealth           | Glasgow           | 1re      | 4 × 100 m | 41 s 83       |
| 2014 | Coupe continentale             | Marrakech         | 1re      | 100 m     | 11 s 08       |
| 2014 | Coupe continentale             | Marrakech         | 1re      | 4 × 100 m | 42 s 44       |
| 2014 | Ligue de diamant               | Ligue de diamant  | 1re      | 100 m     | détails       |
| 2015 | Relais mondiaux de l'IAAF      | Nassau            | 1re      | 4 × 100 m | 42 s 14       |
| 2015 | Relais mondiaux de l'IAAF      | Nassau            | 2e       | 4 × 200 m | 1 min 31 s 73 |
| 2015 | Championnats du monde          | Pékin             | 4e       | 100 m     | 10 s 91       |
| 2015 | Championnats du monde          | Pékin             | 3e       | 200 m     | 21 s 97       |
| 2015 | Championnats du monde          | Pékin             | 1re      | 4 × 100 m | 41 s 07       |
| 2016 | Jeux olympiques                | Rio de Janeiro    | 2e       | 4 × 100 m | 41 s 36       |
| 2016 | Ligue de diamant               | Ligue de diamant  | 5e       | 200 m     | détails       |

## Records personnels

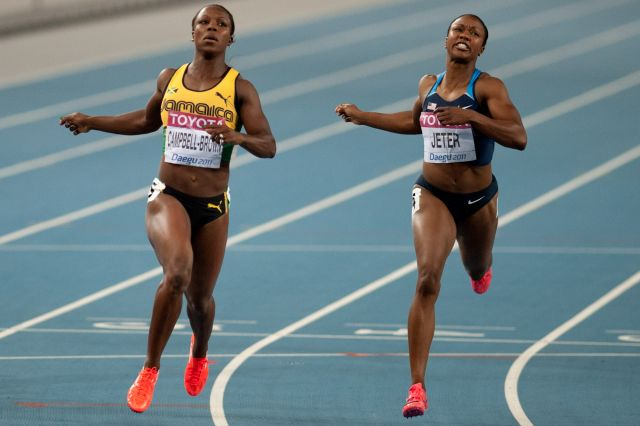
Lors du 200 m des mondiaux de Daegu où elle remporte le titre mondial

Avec 10 s 76 sur 100 m elle est la 9e femme la plus rapide de tous les temps.
| Épreuve    | Temps   | Lieu      | Date         |
| ---------- | ------- | --------- | ------------ |
| 60 mètres  | 7 s 00  | Doha      | 14 mars 2010 |
| 100 mètres | 10 s 76 | Ostrava   | 31 mai 2011  |
| 200 mètres | 21 s 74 | Pékin     | 21 août 2008 |
| 400 mètres | 52 s 25 | Knoxville | 26 mars 2011 |

## Sources
- (en) Cet article est partiellement ou en totalité issu de l’article de Wikipédia en anglais intitulé « Veronica Campbell-Brown » (voir la liste des auteurs).